# مارك 84

انفجار قنبلة MK 84 في قطاع غزة عام 2024.

مارك 84 أو بي إل يو-117 (بالإنجليزية: Mark 84 or BLU-117)‏ هي قنبلة أمريكية متعددة الأغراض حرة الإسقاط غير موجهة تعد جزء من سلسلة قنابل مارك 80 الأمريكية وأكثرها شيوعا، تزن القنبلة 2039 باوند (925 كلغ) منها 945 باوند (429 كلغ) وزن المادة المتفجرة وهي حشوة متفجرة شديدة الانفجار.
تسمى قنبلة "مارك 84" بـالمطرقة بسبب الضرر الشديد الذي تلحقه إثر انفجارها. ولديها قدرة على اختراق المعدن بعمق 38 سنتيمترًا تقريبًا. كما تستطيع أن تتسبب في حفرة عمقها 11 مترًا. ويمكنها استهداف وقتل الكائنات الحية في نطاق يزيد على 300 متر من نقطة سقوطها.